# Патрік Гейсман
Патрік Гейсман (нід. Patrick Huisman) — нідерландський автомобільний гонщик.
Народився 23 серпня 1966 року.
Чотириразовий переможець Суперкубка Порше (1997—2000).